# Agustín Stahl

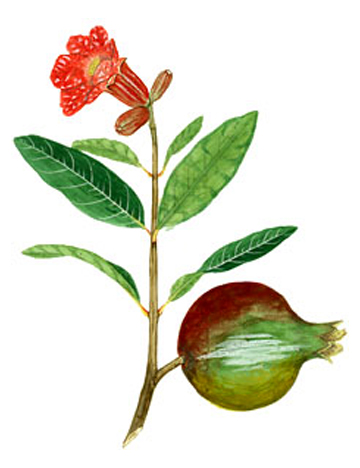
Punica granatum, akwarela Stahla

Agustín Stahl (ur. 1842, zm. 1917) – portorykański botanik, jeden z pierwszych naukowców Portoryko, sporządził pierwszy opis flory Portoryko.

## Życiorys
Stahl interesował się wieloma dziedzinami nauki, m.in. rolnictwem, archeologią, botaniką, etnologią, medycyną i zoologią. 
Jako pierwszy sporządził pierwszy opis flory Portoryko „Estudios sobre la flora de Puerto Rico” wydany w 6 tomach w latach 1883–1888. Dzieło zawierało opisy wszystkich dwuliściennych na wyspie znanych Stahlowi. Stahl sporządzał swoje opisy na podstawie żywych roślin. Część o jednoliściennych nie została opublikowana, podobnie jak 700 akwareli Stahla przedstawiających 687 opisywanych roślin – kolorowy druk okazał się zbyt kosztowny. Akwarele zaginęły i zostały odnalezione w 1922–23 w Colegio Santa Rosa w Bayamón. Są to bardzo dokładne przedstawienia o wysokiej jakości artystycznej. Współcześnie część akwareli (583) znajduje się w posiadaniu uniwersytetu Puerto Rico, część (137) w archiwach Instituto de Cultura Puertorriqueña w San Juan i część (10) w Office of Parques Nacionales w San Juan.   
W latach 1882–1889 Stahl zgromadził ok. 1330 okazów roślin, w tym wiele duplikatów. Jego zbiory stanowiły świadectwo wielu endemitów i roślin indukowanych na Portoryko. Arrabidea chica z rodziny bignoniowatych znana jest na Portoryko z jednego okazu zebranego przez Stahla. Anechites nerium z rodziny toinowatych znaleziony przez Stahla w 1888 roku, został ponownie znaleziony dopiero niedawno w Arecibo. Zbiory Stahla stały się przedmiotem badań wielu naukowców, którzy na podstawie okazów Stahla ustanowili nowe taksony.      
Jedna część kolekcji Stahla znalazła się w Berlinie i została zniszczona podczas II wojny światowej. Duplikaty kolekcji znajdują się w herbariach różnych ogrodów botanicznych i placówek naukowych na całym świecie, m.in. w Berlinie, Brukseli, Kopenhadze, Genewie, Cambridge, Getyndze, Lejdzie, Monachium, Nowym Jorku, Sztokholmie, Turynie i Waszyngtonie.  
W 1866 roku, po powrocie Stahla z Niemiec, w Portoryko narodziła się tradycja przystrajania choinki – Stahl  zamieszkał w Bayamón, gdzie w ogródku przystroił świątecznie drzewko z gatunku Gesneria pedunculosa. Gesneria pedunculosa nazwana jest w Puerto Rico „árbol de Navidad” (pol. drzewo Bożego Narodzenia).  

## Upamiętnienie
Rodzaj bobowatych – Stahlia – został nazwany od jego nazwiska. Do rodzaju Stahlia zalicza się jedynie jeden gatunek – Stahlia monosperma występujący wyłącznie w Portoryko i we wschodniej Dominikanie, sklasyfikowany jako gatunek zagrożony. 
Imieniem Stahla nazwano także pięć gatunków: Argythamnia stahlii, Senna pendula var. stahlii, Eugenia stahlii, Lyonia stahlii i Ternstroemia stahlii.